# 캐나디안 위스키

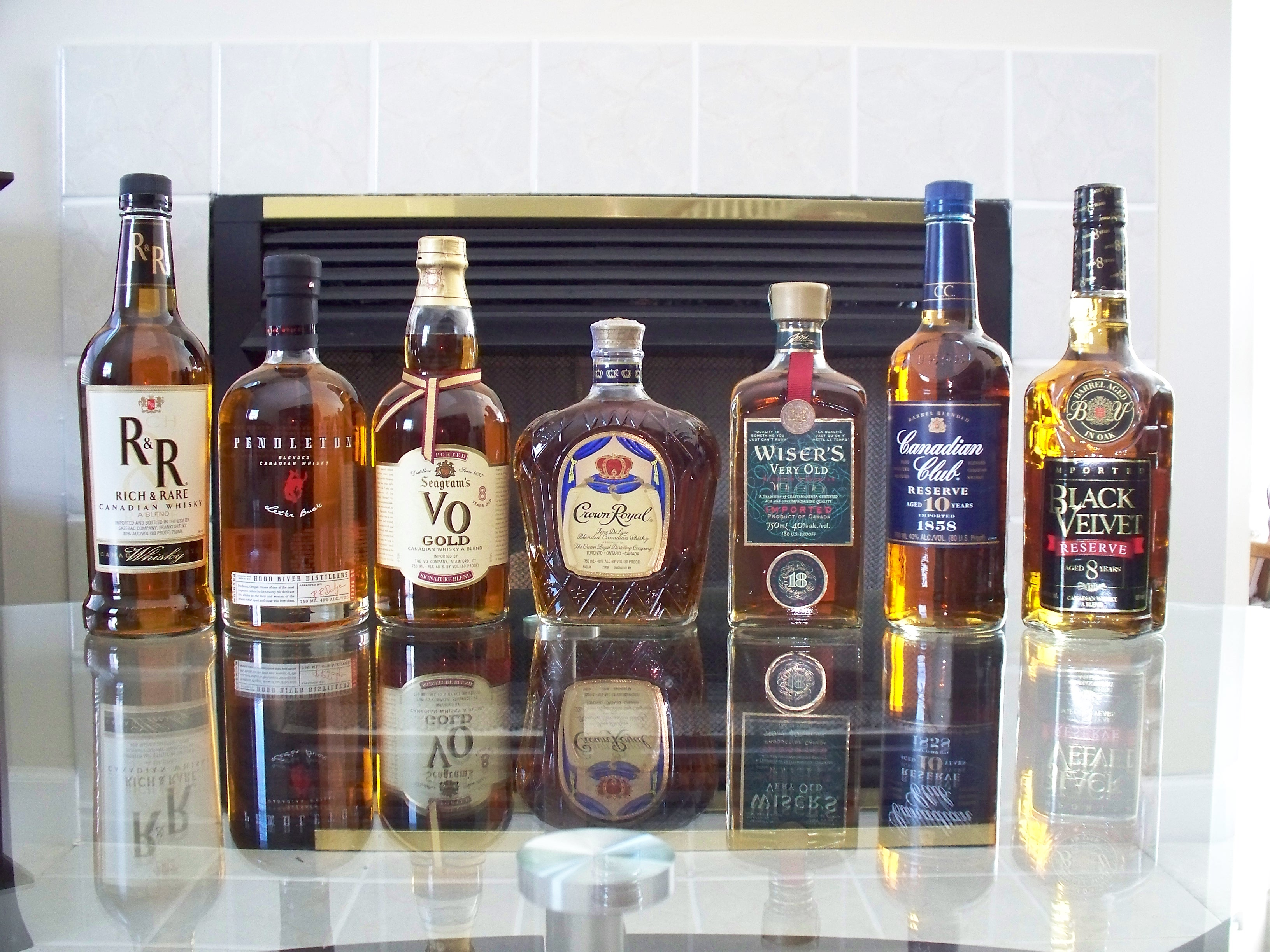
캐나디안 위스키

캐나디안 위스키(영어: Canadian whisky)는 캐나다의 위스키이다.
캐나다에서 생산되는 위스키의 일종이다. 대부분의 캐나다 위스키는 다량의 콘 스피릿을 포함하는 혼합 잡종 주류이며 일반적으로 다른 위스키 스타일보다 가볍고 부드럽다. 캐나다의 양조업자들이 매쉬에 소량의 향미가 강한 호밀 곡물을 첨가하기 시작했을 때 사람들은 단순히 "호밀"이라고 부르며 이 새로운 호밀 향이 나는 위스키를 요구하기 시작했다. 지난 200년 동안 오늘날에도 "라이 위스키"와 "캐나다 위스키"라는 용어는 캐나다에서 같은 의미로 사용되며(캐나다 법에 정의된 대로) 정확히 동일한 제품을 지칭한다.